# Freida Pinto
Freida Selena Pinto (n. 18 octombrie 1984, Mumbai, Maharashtra, India) este o actriță indiană, care a apărut în filme americane și britanice. Ea a fost născuta și a crescută în Mumbai, India, și a decis când era tânără că va deveni actriță. A fost studentă la St. Xavier ' s College din Mumbai. După absolvire, ea a lucrat pentru scurt timp ca un model și apoi ca un prezentator de televiziune.
Freida a jucat în filmul thriller-dramatic britanic Slumdog Millionaire, prima ei apariție într-un film. Ea a câștigat Breakthrough Performance Award la Palm Springs International Film Festival și a fost nominalizată la diverse premii la British Academy Film Awards, MTV Movie Awards și la Teen Choice Awards. Ea a apărut în mai multe producții americane și britanice, de cele mai multe ori jucând roluri. Cel mai mare succes comercial a fost în anul 2011 în filmul științifico-fantastic Rise of the Planet of the Apes. Pinto a primit o atenție majoră pentru portretizarea personajului principal în filmul Trishna (2011) de Michael Winterbottom, iar apoi în performanța ei în drama-biografică Desert Dancer (2014) a primit aprecieri critice.

## Filmografie

### Filme
| † | Denotă filme viitoare |

| Anul | Titlu                              | Rolul            | Director             | Notă                                    |
| ---- | ---------------------------------- | ---------------- | -------------------- | --------------------------------------- |
| 2008 | Slumdog Millionaire                | Latika           | Danny Boyle          |                                         |
| 2010 | You Will Meet a Tall Dark Stranger | Dia              | Woody Allen          |                                         |
| 2010 | Miral                              | Miral            | Julian Schnabel      |                                         |
| 2011 | Rise of the Planet of the Apes     | Caroline Aranha  | Rupert Wyatt         |                                         |
| 2011 | Trishna                            | Trishna          | Michael Winterbottom |                                         |
| 2011 | Day of the Falcon                  | Princess Leyla   | Jean-Jacques Annaud  |                                         |
| 2011 | Immortals                          | Phaedra          | Tarsem Singh         |                                         |
| 2013 | Girl Rising                        | Narrator         | Richard E. Robbins   | Documentar                              |
| 2014 | Desert Dancer                      | Elaheh           | Richard Raymond      |                                         |
| 2015 | Knight of Cups                     | Helen            | Terrence Malick      |                                         |
| 2015 | Unity                              | Narrator         | Shaun Monson         | Documentar                              |
| 2015 | Blunt Force Trauma                 | Colt             | Ken Sanzel           |                                         |
| 2016 | Past Forward                       | David O. Russell | Short film           |                                         |
| 2016 | Yamasong: March of the Hollows †   | Geta             | Sam Koji Hale        | Voiceover Animated film Post-production |
| 2018 | Jungle Book †                      | Messua           | Andy Serkis          | Post-production                         |
| TBA  | Love Sonia †                       | Rashmi           | Tabrez Noorani       | Filmare                                 |

### Filme de televiziune
| An   | Show                       | Rolul     | Canal                          | Notă                       |
| ---- | -------------------------- | --------- | ------------------------------ | -------------------------- |
| 2006 | Full Circle                | Gazdă     | Zee International Asia Pacific | Talk-show                  |
| 2015 | The Mindy Project          | Ea        | Hulu                           | Guest star                 |
| 2015 | India: Nature's Wonderland | Ea        | BBC Two                        | Documentar despre natură   |
| 2017 | Guerrilla                  | Jas Mitra | Showtime / Sky Atlantic        | Rolul principal; Miniserie |

## Premii și nominalizări
| Year | Award                                    | Category                                              | Work                | Outcome      | Ref.   |
| ---- | ---------------------------------------- | ----------------------------------------------------- | ------------------- | ------------ | ------ |
| 2009 | BAFTA Awards                             | Best Supporting Actress                               | Slumdog Millionaire | Nominalizare | [ 12 ] |
| 2009 | Black Reel Awards                        | Best Ensemble                                         | Slumdog Millionaire | Nominalizare |        |
| 2009 | Central Ohio Film Critics Association    | Best Ensemble                                         | Slumdog Millionaire | Nominalizare | [ 13 ] |
| 2009 | MTV Movie Awards                         | Best Breakthrough Performance                         | Slumdog Millionaire | Nominalizare |        |
| 2009 | MTV Movie Awards                         | Best Kiss (shared nomination with Dev Patel)          | Slumdog Millionaire | Nominalizare |        |
| 2009 | Palm Springs International Film Festival | Breakthrough Performance Award                        | Slumdog Millionaire | Câștigat     |        |
| 2009 | Screen Actors Guild Award                | Outstanding Performance by a Cast in a Motion Picture | Slumdog Millionaire | Câștigat     |        |
| 2009 | Teen Choice Awards                       | Choice Movie Actress: Drama                           | Slumdog Millionaire | Nominalizare | [ 14 ] |
| 2009 | Teen Choice Awards                       | Choice Movie Fresh Face Female                        | Slumdog Millionaire | Nominalizare |        |
| 2009 | Teen Choice Awards                       | Choice Movie Liplock (Shared with Dev Patel)          | Slumdog Millionaire | Nominalizare |        |